# Krzyżówka z przymrużeniem oka
Krzyżówka z przymrużeniem oka – rodzaj zadania szaradziarskiego, odmiana klasycznej krzyżówki, w której definicje opierają się na grze słów, często humorystycznej i niejednoznacznej. Celem autora jest wymyślenie jak najbardziej przewrotnych i śmiesznych definicji wpisywanych słów.
Istnieje kilka odmian krzyżówek z przymrużeniem oka:
- klasyczne, w której korzysta się z relacji częściowej kongruencji między frazeologizmem a desygnatem; często wykorzystuje się cechy indywidualne przedmiotów, humor sytuacyjny i kolokwializmy[1], np. „doleśny wilkociąg” – „natura”, gdyż natura ciągnie wilka do lasu[2], „przekąska na godziny szczytu” – „koreczek”[3]
- krzyżówki małego Jasia, w których odgadywanym wyrazom nadaje się sens całkowicie odrębny od podstawowego[1], np. „muzykalne, ale niezbyt mądre dzieci” to „cymbałki”[4]
- hocki-klocki, w których wykorzystywane są osobliwości językowe, rzadkie frazeologizmy i archaizmy, często ze słownictwa biernego rozwiązujących, np. „starszy brat moskalika” – „limeryk”, „już za mało rączek do obrączek” – „poligamia”.

Krzyżówki tego typu drukują niektóre czasopisma, a także czasopisma specjalistyczne dla szaradzistów jak Rozrywka i wydawany przez przedsiębiorstwo Technopol miesięcznik Krzyżówki z przymrużeniem oka.